# Мисс Интернешнл 2011
Мисс Интернешнл 2011 (англ. Miss International 2011) — 51-й международный конкурс красоты Мисс Интернешнл. Проводился 6 ноября 2011 года, в Чэнду (Китай). Конкурс выиграла Мария Фернанда Корнехо из Эквадора.

## Финальные результаты
| Финальные результаты | Участница |
| -------------------- | --- |
| Мисс Интернешнл 2011 | - Эквадор – Мария Фернанда Корнехо |
| 1-я Вице-Мисс        | - Венесуэла – Джесика Барбоса |
| 2-я Вице-Мисс        | - Монголия – Тугсу Идэрсайхан |
| 3-я Вице-Мисс        | - Пуэрто-Рико – Дезир Дель Рио |
| 4-я Вице-Мисс        | - Панама – Кейти Мендиета |
| Полуфиналистки       | - Бразилия – Габриелла Марселино - Индонезия – Лелде Паулсоне - Ливан – Мария Фара - Нидерланды – Талита Херценберг - Филиппины – Дианне Несио - Россия – Елена Чепильченко - Швеция – Денис Андре - Таиланд – Кантапат Пирдачайнарин - Тринидад и Тобаго – Рене Бхагвандин - Вьетнам – Чыонг Чи Чук Зием |

## Специальные награды
| Награда                    | Участница                                          |
| -------------------------- | -------------------------------------------------- |
| Мисс Дружба                | - Гавайи – Шанна Накамура - Мексика – Карен Хигера |
| Мисс Фотогеничность        | - Венесуэла – Джессика Барбоса                     |
| Мисс Талант                | - Китай – Байсюэ Юйтин                             |
| Мисс Национальный Костюм   | - Таиланд – Кантапат Пирдачайнарин                 |
| Мисс Интернет Популярность | - Филиппины – Дианне Несио                         |
| Мисс Посол Доброй воли     | - Аруба – Вивиан Чоу                               |
| Мисс Панда Ангел           | - Латвия – Лелде Паулсоне                          |
| Мисс Активность            | - Пуэрто-Рико – Дезир Дель Рио                     |
| Мисс Выразительность       | - Зимбабве – Лиза Морган                           |
| Мисс Элегантность          | - Россия – Елена Чепилченко                        |
| Мисс Фигура                | - Эквадор – Мария Фернанда Корнехо                 |

## Конкурсантки
| Страна-участница         | Участница                 | Возраст | Рост | Родной город                       |
| ------------------------ | ------------------------- | ------- | ---- | ---------------------------------- |
| Аруба                    | Vivian Chow               | 19      | 1.73 | Ораньестад                         |
| Австралия                | Brooke Nash               | 20      | 1.72 | Маккай                             |
| Беларусь                 | Ulyana Volokhovskaya      | 18      | 1.81 | Минск                              |
| Бельгия                  | Kristina De Munter        | 24      | 1.73 | Каракас                            |
| Белиз                    | Annlyn Apolonio           | 21      | 1.72 | Белиз                              |
| Боливия                  | Daniela Núñez del Prado   | 20      | 1.75 | Санта-Крус-де-ла-Сьерра            |
| Бразилия                 | Gabriella Marcelino       | 21      | 1.82 | Симойнс-Филью                      |
| Китай                    | Baixue Yuting             | 20      | 1.72 | Чжэнчжоу                           |
| Тайбэй                   | Ying Kuei Li              | 20      | 1.77 | Тайбэй                             |
| Колумбия                 | Natalia Valenzuela        | 22      | 1.78 | Нейва                              |
| Коста-Рика               | Amalia Matamoros          | 22      | 1.75 | Наранхо                            |
| Куба                     | Elizabeth Robaina         | 23      | 1.58 | Мак-Аллен                          |
| Дания                    | Monica Kristensen         | 20      | 1.77 | Вейен                              |
| Доминиканская Республика | Catherine Ramírez         | 25      | 1.83 | Сантьяго-де-лос-Трейнта-Кабальерос |
| Эквадор                  | Fernanda Cornejo          | 22      | 1.78 | Кито                               |
| Сальвадор                | Marcela Santamaría        | 19      | 1.72 | Сан-Сальвадор                      |
| Эстония                  | Sandra Daškova            | 19      | 1.75 | Таллинн                            |
| Финляндия                | Niina-Maria Lavonen       | 22      | 1.75 | Пори                               |
| Франция                  | Laura Maurey              | 22      | 1.74 | Баньоль-де-л'Орн                   |
| Грузия                   | Ellen Sikorskaia          | 19      | 1.77 | Тбилиси                            |
| Германия                 | Sandra Kaczmarczyk        | 22      | 1.71 | Берлин                             |
| Гваделупа                | Daena Hatilip             | 25      | 1.73 | Сен-Клод                           |
| Гуам                     | Katarina Martinez         | 20      | 1.77 | Дедедо                             |
| Гватемала                | Karen Remón               | 21      | 1.78 | Гватемала                          |
| Гавайи                   | Shanna Nakamura           | 24      | 1.55 | Гонолулу                           |
| Гондурас                 | Esthefany Pineda          | 18      | 1.70 | Тела                               |
| Гонконг                  | Whitney Hui               | 22      | 1.70 | Фуцзянь                            |
| Венгрия                  | Nora Viragh               | 20      | 1.68 | Матесалька                         |
| Индия                    | Ankita Shorey             | 25      | 1.73 | Мумбай                             |
| Индонезия                | Reisa Kartikasari         | 25      | 1.73 | Джокьякарта                        |
| Италия                   | Anthea Lucà               | 19      | 1.80 | Баццано                            |
| Япония                   | Nagomi Murayama           | 23      | 1.67 | Канагава                           |
| Республика Корея         | Kim Hye-Sun               | 25      | 1.76 | Сеул                               |
| Кыргызстан               | Asel Samakova             | 18      | 1.77 | Бишкек                             |
| Латвия                   | Lelde Paulsone            | 22      | 1.72 | Рига                               |
| Ливан                    | Maria Farah               | 22      | 1.77 | Уиндзор                            |
| Макао                    | Winnie Sin                | 24      | 1.68 | Макао                              |
| Малайзия                 | Phong Sze Ling            | 21      | 1.70 | Перак                              |
| Мексика                  | Karen Higuera             | 20      | 1.83 | Ла-Пас                             |
| Монголия                 | Tugsuu Idersaikhan        | 19      | 1.81 | Улан-Батор                         |
| Непал                    | Sarina Maskey             | 24      | 1.73 | Нараянгад                          |
| Нидерланды               | Talitha Hertsenberg       | 19      | 1.81 | Амстердам                          |
| Новая Зеландия           | Claire Kirby              | 24      | 1.75 | Палмерстон-Норт                    |
| Панама                   | Keity Mendieta            | 21      | 1.75 | Панама                             |
| Парагвай                 | Stephanie Vázquez         | 19      | 1.77 | Асунсьон                           |
| Перу                     | María Alejandra Chávez    | 18      | 1.75 | Лима                               |
| Филиппины                | Dianne Necio              | 19      | 1.68 | Полангуй                           |
| Польша                   | Adrianna Wojciechowska    | 25      | 1.79 | Гостынин                           |
| Португалия               | Patrícia Da Silva         | 21      | 1.77 | Цюрих                              |
| Пуэрто-Рико              | Desireé Del Río           | 25      | 1.75 | Баямон                             |
| Румыния                  | Andrada Vilciu            | 25      | 1.75 | Бухарест                           |
| Россия                   | Elena Chepilchenko        | 20      | 1.75 | Санкт-Петербург                    |
| Сингапур                 | Stella Kae Sze Yun        | 22      | 1.71 | Сингапур                           |
| Словакия                 | Dušana Lukáčová           | 20      | 1.70 | Вельки Шариш                       |
| ЮАР                      | Natasha Kashimoto         | 20      | 1.75 | Бенони                             |
| Испания                  | Sarah Lopez Bujia         | 23      | 1.80 | Сантьяго-де-Компостела             |
| Швеция                   | Denice Andrée             | 23      | 1.78 | Стокгольм                          |
| Французская Полинезия    | Hitiana Monnier           | 23      | 1.76 | Папеэте                            |
| Танзания                 | Nelly Kamwelu             | 19      | 1.74 | Дар-эс-Салам                       |
| Таиланд                  | Kantapat Peeradachainarin | 25      | 1.75 | Ратбури                            |
| Тринидад и Тобаго        | Renee Bhagwandeen         | 23      | 1.76 | Сан-Фернандо                       |
| Турция                   | Elif Korkmaz              | 21      | 1.78 | Измир                              |
| Украина                  | Oleksandra Kyrsha         | 23      | 1.75 | Киев                               |
| США                      | Kristen Little            | 23      | 1.75 | Альбукерка                         |
| Венесуэла                | Jessica Barboza           | 24      | 1.74 | Маракайбо                          |
| Вьетнам                  | Trương Tri Trúc Diễm      | 24      | 1.74 | Хошимин                            |
| Зимбабве                 | Lisa Morgan               | 21      | 1.75 | Хараре                             |

## Дебют
- Белиз
- Эстония
- Зимбабве

## Вернулись
- Последнее участие в Мисс Интернешнл 2009 году:
  -  Куба
  -  Сальвадор
  -  Гондурас
  -  Кыргызстан
  -  Румыния
  -  Танзания
- Последнее участие в Мисс Интернешнл 2004 году:
  -  Венгрия
- Последнее участие в Мисс Интернешнл 2000 году:
  -  Португалия
- Последнее участие в Мисс Интернешнл 1971 году:
  -  Тринидад и Тобаго

## Участие в других конкурсах
| Miss Supranational 2013 - Пуэрто-Рико – Десире Дель Рио Мисс Мира 2012 - Макао – Винни Синь Miss Coffee International 2012 - Доминиканская Республика: Катерина Рамирес - Победительница - Австралия: Брук Наш Miss Tourism Queen International 2011 - Таиланд: Кантапат Пирдачайнарин - Победительница - Танзания – Нелли Камвелу - 4-я Вице Мисс Мисс Вселенная 2011 - Танзания – Нелли Камвелу Мисс Земля 2011 - Танзания – Нелли Камвелу Miss Southern Africa International 2011 - Танзания – Нелли Камвелу - Winner Reina Hispanoamericana 2010 - Сальвадор: Марсела Сантамария Miss Latin America 2010 - Бразилия: Ванесса Габриелла Марселино Роша - 3-я Вице Мисс | Miss Friendship International 2009 - Монголия: Тугсу Идэрсайхан - 1-я Вице Мисс - Таиланд: Кантапат Пирдачайнарин - Победительница Мисс Земля 2009 - Венесуэла: Джессика Барбоза - 2-я Вице Мисс Reina Hispanoamericana 2009 - Коста-Рика – Амалия Натаморос Miss Continente Americano 2009 - Коста-Рика – Амалия Натаморос Мисс Мира 2008 - Коста-Рика – Амалия Натаморос Miss Tourism Queen International 2008 - Коста-Рика – Амалия Натаморос Miss Latin America 2008 - Коста-Рика – Амалия Натаморос - Топ 12 Мисс Земля 2007 - Новая Зеландия: Клэр Кирб - Вьетнам – Чыонг Чи Чук Зием - Мисс Мода |

## Сноски
1. ↑  Miss International 2011 Finals to be held Sunday, November 6th. Global Beauties (4 октября 2011). Архивировано из оригинала 6 октября 2011 года.
2. ↑  Representing Ecuador, Maria Fernanda Cornejo (22) has been crowned Miss International 2011. Miss International (ноябрь 2011). Дата обращения: 9 февраля 2013. Архивировано 15 ноября 2011 года.
3. ↑  Miss International 2011 – Contestants. Global Beauties. Архивировано из оригинала 20 сентября 2013 года.
4. ↑  Miss Aruba. missaruba.aw. Дата обращения: 14 ноября 2010. Архивировано из оригинала 17 февраля 2013 года.
5. 1 2 3 4 5 6 7 8 9 10 11 12 13 14 15 16 17 18  2011 Delegates Profiles. Miss International. Дата обращения: 9 февраля 2013. Архивировано 17 февраля 2013 года.
6. 1 2 3  http://www.miss-international.org/en/international-delegate.html. Дата обращения: 9 февраля 2013. Архивировано 27 сентября 2011 года.
7. ↑  http://www.facebook.com/group.php?gid=29436162368. Facebook.com. Дата обращения: 9 февраля 2013. Архивировано 3 июня 2021 года.
8. ↑  http://sellovenezolano.blogspot.com/2009/10/cristina-de-munter.html. Sellovenezolano.blogspot.com. Дата обращения: 9 февраля 2013. Архивировано 17 февраля 2013 года.
9. ↑  She’s Royal: Queen of the Jewel Annlyn Apolonio | Channel5Belize.com. Edition.channel5belize.com (3 декабря 2010). Дата обращения: 24 августа 2011. Архивировано из оригинала 17 февраля 2013 года.
10. ↑  Toledo, Edwin. The Times of Beauty – www.timesofbeauty.com – Miss World 2011 – Miss Universe 2011: Miss Belize for Miss International 2011. timesofbeauty.com (31 мая 2011). Дата обращения: 24 августа 2011. Архивировано из оригинала 17 февраля 2013 года.
11. ↑  Miss Bolivia 2011 Final Results! BeautyMania.biz. Дата обращения: 30 июня 2011. Архивировано из оригинала 1 августа 2013 года.
12. ↑  Toledo, Edwin. The Times of Beauty – www.timesofbeauty.com – Miss World 2011 – Miss Universe 2011: Miss Brasil 2011. timesofbeauty.com (23 июля 2011). Дата обращения: 24 августа 2011. Архивировано из оригинала 17 февраля 2013 года.
13. ↑  Toledo, Edwin. The Times of Beauty – www.timesofbeauty.com – Miss World 2012 – Miss Universe 2012: Miss International China 2011. timesofbeauty.com (3 сентября 2011). Дата обращения: 9 февраля 2013. Архивировано 17 февраля 2013 года.
14. ↑  The New Miss Colombia's Catalina Robayo Vargas. El Tiempo. 15 ноября 2010. Архивировано 28 июня 2011. Дата обращения: 16 ноября 2010.
15. ↑  Архивированная копия. Дата обращения: 9 февраля 2013. Архивировано 25 марта 2012 года.
16. ↑  Miss World Dominican Republic 2011. Global Beauties. Дата обращения: 9 февраля 2013. Архивировано из оригинала 17 февраля 2013 года.
17. ↑  The candidate of Galapagos, Claudia Schiess, elected Miss Ecuador. EFE. 17 марта 2011. Архивировано 11 ноября 2013. Дата обращения: 18 марта 2011.
18. ↑  Miss El Salvador Internacional. reinadodeelsalvador.com. Дата обращения: 16 февраля 2011. Архивировано 17 февраля 2013 года.
19. ↑  Candidatas 2010. Reinadodeelsalvador.com. Дата обращения: 24 августа 2011. Архивировано 17 февраля 2013 года.
20. 1 2 3 4 5 6 7  2011 Delegates Profiles. Miss International. Дата обращения: 24 августа 2011. Архивировано 17 февраля 2013 года.
21. ↑  The Times of Beauty – www.timesofbeauty.com – Miss World 2011 – Miss Universe 2011. timesofbeauty.com. Дата обращения: 24 августа 2011. Архивировано из оригинала 17 февраля 2013 года.
22. ↑  Miss Universe Guam 2011. Global Beauties. Дата обращения: 24 августа 2011. Архивировано из оригинала 17 февраля 2013 года.
23. ↑  Miss international Guatemala 2011. Belleza Guatemala. Дата обращения: 24 августа 2011. (недоступная ссылка)
24. ↑  Miss Hong Kong Pageant 2011. Misshongkongpageant.com. Дата обращения: 24 августа 2011. Архивировано из оригинала 21 сентября 2013 года.
25. ↑  A Miss International Hungary 2011-es szépségkirálynője: Virágh Nóra – Miss International Hungary szépségverseny. Missinternational.hu. Дата обращения: 24 августа 2011. Архивировано из оригинала 17 февраля 2013 года.
26. ↑  Ankita Shorey wins Femina Miss India International 2011. Архивировано 8 октября 2011. Дата обращения: 9 февраля 2013.
27. ↑  Indonesian Princess 2010, Nadine Alexandra Dewi Ames, crowned in Jakarta. New Tang Dynasty Television (11 октября 2010). Дата обращения: 23 октября 2010. Архивировано из оригинала 17 февраля 2013 года.
28. ↑  ミス・インターナショナル&ミス・ワールド日本代表選出大会 | ミス・インターナショナル. Miss-international.org. Дата обращения: 24 августа 2011. Архивировано 17 февраля 2013 года.
29. ↑  Grand Slam Pageants. Grand Slam Pageants. Дата обращения: 24 августа 2011. Архивировано из оригинала 17 февраля 2013 года.
30. ↑  Miss Lebanon Emigrants 2011. Facebook (18 июля 2011). Дата обращения: 24 августа 2011.
31. ↑  Nuestra Belleza Internacional 2011, Karen Higuera. esmas.com. 17 февраля 2011. Архивировано 28 июня 2011. Дата обращения: 17 февраля 2011.
32. ↑  Toledo, Edwin. http://www.timesofbeauty.com/2011/09/miss-mongolia-2011.html. Timesofbeauty.com (16 сентября 2011). Дата обращения: 9 февраля 2013. Архивировано 17 февраля 2013 года.
33. ↑  Malina Joshi stands tall as Miss Nepal 2011 - Detail News : Nepal News Portal. The Himalayan Times. Дата обращения: 26 августа 2012. Архивировано 17 февраля 2013 года.
34. ↑  Sportsday photoshoot. thepeople.co.nz (14 февраля 2011). Дата обращения: 20 февраля 2011. Архивировано из оригинала 10 марта 2011 года.
35. ↑  Toledo, Edwin. The Times of Beauty – www.timesofbeauty.com – Miss World 2011 – Miss Universe 2011: Miss Internacional Panamá 2011. timesofbeauty.com (28 июня 2011). Дата обращения: 24 августа 2011. Архивировано из оригинала 17 февраля 2013 года.
36. ↑  Reinas Paraguayas 2011 Official Results! BeautyMania.biz. Дата обращения: 23 июня 2011. Архивировано из оригинала 3 августа 2013 года.
37. ↑  Tenemos a Miss Perú Internacional. Diario Ojo (28 августа 2011). Дата обращения: 28 августа 2011. Архивировано из оригинала 17 февраля 2013 года.
38. ↑  Bb. Pilipinas Candidates' (UN) Common Bonds (9 февраля 2011). Дата обращения: 16 февраля 2011. Архивировано из оригинала 17 февраля 2013 года.
39. ↑  Binibining Pilipinas Website. Дата обращения: 23 октября 2011. Архивировано из оригинала 17 февраля 2013 года.
40. ↑  Miss Universe 2011: Portugal. timesofbeauty.com. Дата обращения: 28 августа 2011. Архивировано 17 февраля 2013 года.
41. ↑  Toledo, Edwin. The Times of Beauty – www.timesofbeauty.com – Miss World 2012 – Miss Universe 2012: Miss Puerto Rico Internacional 2011. timesofbeauty.com (7 сентября 2011). Дата обращения: 9 февраля 2013. Архивировано 17 февраля 2013 года.
42. ↑  Miss Slovakia. forza.sk. Дата обращения: 3 марта 2011. Архивировано 27 июля 2012 года.
43. ↑  Toledo, Edwin. http://www.timesofbeauty.com/2011/09/miss-international-south-africa-2011.html. Timesofbeauty.com (22 сентября 2011). Дата обращения: 9 февраля 2013. Архивировано 17 февраля 2013 года.
44. ↑  Toledo, Edwin. The Times of Beauty – www.timesofbeauty.com – Miss World 2011 – Miss Universe 2011: Miss Universe Sweden 2011. timesofbeauty.com (11 июня 2011). Дата обращения: 24 августа 2011. Архивировано из оригинала 17 февраля 2013 года.
45. ↑  Miss Turkey 2011. Global Beauties. Дата обращения: 24 августа 2011. Архивировано из оригинала 17 февраля 2013 года.
46. ↑  Alexander, Jason. Miss U.S. International Crowned at Lake Fenton High School – Fenton, MI Patch. Fenton.patch.com (30 июля 2011). Дата обращения: 24 августа 2011. Архивировано из оригинала 17 февраля 2013 года.
47. ↑  The candidate of Miranda, Vanessa Goncalves, was crowned Miss Venezuela 2010. El Nacional. 29 октября 2010. Архивировано 28 июня 2011. Дата обращения: 29 октября 2010.
48. ↑  The Times of Beauty - www.timesofbeauty.com - Miss World 2013 - Miss Universe 2013. Дата обращения: 10 февраля 2013. Архивировано 17 февраля 2013 года.
49. ↑  Tanzanian crowned Miss Southern Africa International. Newsday.co.zw (4 июля 2011). Дата обращения: 9 февраля 2013. Архивировано 17 февраля 2013 года.